# Astacilla tayronae
Astacilla tayronae là một loài chân đều trong họ Arcturidae. Loài này được Müller miêu tả khoa học năm 1993.